# Cărpeniș, Argeș
Cărpeniș este un sat în comuna Cepari din județul Argeș, Muntenia, România.